# Quando nevica
Quando nevica è un singolo della cantante Italiana Elisa, pubblicato il 24 novembre 2023 come primo estratto dalla raccolta Intimate - Recording at Abbey Road Studios.

## Antefatti
Successivamente alla pubblicazione del singolo solista Come te nessuno mai, quinto estratto dall'undicesimo album in studio Ritorno al futuro/Back to the Future, tra il dicembre 2022 e il gennaio 2023 Elisa intraprende An Intimate Night, un tour nei teatri e con la partecipazione in qualità di collaboratore artistico e ospite del musicista Dardust.
Nel corso del 2023 Elisa ha partecipato unicamente come artista ospite in altri progetti, tra cui ai singoli Diamanti dei Negramaro e Tilt dei produttori Zef e Marz.  Nel settembre 2023 annuncia An Intimate Christmas, un doppio spettacolo presso il Mediolanum Forum di Milano in collaborazione con Dardust il 15 e 16 dicembre 2023.

## Descrizione
Il brano è stato scritto dalla stessa cantante con la collaborazione di Dario Faini e Calcutta ed è stato registrato presso Abbey Road Studios di Londra. Il brano segna la prima collaborazione di co-scrittura tra Elisa e Calcutta, nonché il terzo brano scritto da quest'ultimo per la cantante dopo Se piovesse il tuo nome del 2018 e Litoranea del 2022. Attraverso i propri social network Elisa ha raccontato il processo di scrittura e composizione del brano e il suo significato: 
Scrivere con loro è stata una festa, ci siamo raccontati storie, Edo improvvisava melodie bellissime e io cercavo di fargli da torre di controllo, e poi invece si ribaltava tutto ed ero io a improvvisare idee con loro che mi guidavano. Dario cercava l’armonia, gli accordi… nessuno di noi voleva una cosa convenzionale. La storia della canzone è una storia personale, vicinissima a me, ma non sono io. È raro che sveli le storie vere delle canzoni, perché mi sembra più bello che ognuno veda la sua storia, e ognuno ne ha una diversa.»

## Promozione
Il brano è stato eseguito live per la prima volta nel corso di An Intimate Christmas, un doppio spettacolo presso presso il Mediolanum Forum di Milano in collaborazione con Dardust, successivamente trasmesso in prima serata su Canale 5 con il titolo Elisa Buon Natale anche a te alla Vigilia di Natale 2023.

## Accoglienza
Mattia Marzi, in un'analisi del brano per Rockol, descrive la canzone come una «Dancing 2.0» con cui la cantante «cambia tutto e spiazza» rispetto all'ultimo singolo elettropop Tilt, dimostrando di essere «una delle artiste più versatili e imprevedibili del pop italiano». Marzi riporta infatti che la cantante rinunci «agli effetti speciali, ai fuochi d’artificio, ai videoclip patinati, ai corpi di ballo, all’idea di inseguire la hit a tutti i costi, riappropriandosi di atmosfere incantevoli», ricordando atmosfere di Luce (tramonti a nord est), O forse sei tu e degli album Lotus e Ivy, impostandosi su «un giro di pianoforte, un arpeggio di chitarra acustica e sonorità caldissime» creando un'ambientazione musicale «un po’ surreale e magica».
Alessandro Alicandri di TV Sorrisi e Canzoni scrive che il brano si presenti «interessante nel testo e curatissimo a livello musicale». Alicandri sottolinea il brano non abbia una tematica precisa, ma che racconta di «una figura straordinaria, che ha dell'incredibile, che sovverte la realtà» a cui l'ascoltatore può associare «l'identità che preferisce»,  con un «sottotesto ironico e originale» che raffigura «qualcosa di inafferrabile, che poi ad un certo punto ci lascia allontanandosi sul più bello». Francesco Lo Torto di Vanity Fair afferma che si tratti di un brano pop che affronta un «argomento tipico» della discografia di Calcutta, ovvero «un amore sofferente e quotidiano».
Lorenza Ferraro di All Music Italia descrive il brano come una ballad che «si adagia sul tappeto musicale degli archi e del pianoforte» che esalta la voce di Elisa. Per il medesimo sito, Fabio Fiume assegna al brano un punteggio di 7 su 10, scrivendo che vi sia «magia» nell'interpretazione della cantante che, in cui «dolcezza e forza si uniscono e non si prevalgono, viaggiano sulla stessa potenza d’impatto». Paragonando il brano alla collaborazione di Elisa con Calcutta in Se piovesse il tuo nome, Fiume riscontra «meno immagini di metropolitana poesia» trovando i riferimenti testuali e musicali «più aulici e un filo fiabeschi». Newsic.it assegna al brano un punteggio di 7,5 su 10, affermando che si tratti di una «ballad dalle tinte invernali» e «tra virtuosismo ed essenzialità» in cui la voce di Elisa «si adagia sul tappeto musicale degli archi e del pianoforte».

## Video musicale
Il video musicale ufficiale del brano è stato pubblicato il 24 novembre 2023 sul canale YouTube ufficiale della cantante. Il video è stato diretto da YouNuts! a Londra e vede la presenza di Dardust.

## Tracce
Testi e musiche di Elisa Toffoli, Dario Faini e Edoardo D'Erme.
1. Quando nevica – 3:27

## Classifiche
| Classifica (2023) | Posizione massima |
| ----------------- | ----------------- |
| Italia            | 38                |